# Leichtathletik-Europameisterschaften 1954/Dreisprung der Männer

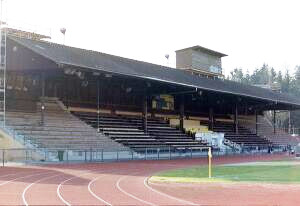
Tribüne des Stadions Neufeld in Bern

Der Dreisprung der Männer bei den Leichtathletik-Europameisterschaften 1954 wurde am 25. und 26. August 1954 im Stadion Neufeld in Bern ausgetragen.
Europameister wurde der Weltrekordler Leonid Schtscherbakow aus der Sowjetunion. Er gewann vor dem Schweden Roger Norman. Bronze ging an den Tschechoslowaken Martin Řehák.

## Rekorde

### Bestehende Rekorde
| Weltrekord           | 16,23 m | Leonid Schtscherbakow | Moskau, damals Sowjetunion (heute Russland) | 19. Juli 1953   |
| Europarekord         | 16,23 m | Leonid Schtscherbakow | Moskau, damals Sowjetunion (heute Russland) | 19. Juli 1953   |
| Meisterschaftsrekord | 15,39 m | Leonid Schtscherbakow | EM Brüssel, Belgien                         | 23. August 1950 |

### Rekordverbesserung
Der sowjetische Europameister Leonid Schtscherbakow verbesserte seinen eigenen EM-Rekord im Finale am 26. August um 51 Zentimeter auf 15,90 m. Zu seinem eigenen Welt- und Europarekord fehlten ihm 33 Zentimeter.

## Qualifikation
25. August 1954, 16:35 Uhr
Die 22 Teilnehmer traten zu einer gemeinsamen Qualifikationsrunde an. Die Qualifikationsweite für den direkten Finaleinzug betrug 14,50 m. Neun Springer übertrafen diese Marke (hellblau unterlegt) und erreichten das Finale.
| Platz | Name                  | Nation           | Weite (m) |
| ----- | --------------------- | ---------------- | --------- |
| 1     | Kari Rahkamo          | Finnland         | 15,06     |
| 2     | Fritz Portmann        | Schweiz          | 14,86     |
| 3     | Martin Řehák          | Tschechoslowakei | 14,84     |
| 4     | Leonid Schtscherbakow | Sowjetunion      | 14,79     |
| 5     | Roger Norman          | Schweden         | 14,67     |
| 6     | Zygfryd Weinberg      | Polen            | 14,67     |
| 7     | Theo Strohschnieder   | BR Deutschland   | 14,66     |
| 8     | Jerzy Gizelewski      | Polen            | 14,62     |
| 9     | Rui Ramos             | Portugal         | 14,56     |
| 10    | Rade Radovanović      | Jugoslawien      | 14,42     |
| 11    | István Bolyki         | Ungarn           | 14,42     |
| 12    | Erwin Müller          | Schweiz          | 14,34     |
| 13    | Tapio Lehto           | Finnland         | 14,30     |
| 14    | Ioan Sorin            | Rumänien         | 14,29     |
| 15    | Ferhan Devekuşuoğlu   | Türkei           | 14,18     |
| 16    | Virgil Zavadescu      | Rumänien         | 14,16     |
| 17    | Vilhjálmur Einarsson  | Island           | 14,10     |
| 18    | Pierre Thiolon        | Frankreich       | 14,05     |
| 19    | Walter Herssens       | Belgien          | 13,97     |
| 20    | Jacques Boulanger     | Frankreich       | 13,91     |
| 21    | Herbert Pfeffer       | BR Deutschland   | 13,90     |
| NM    | Wasilij Dementjew     | Sowjetunion      | ogV       |

## Finale

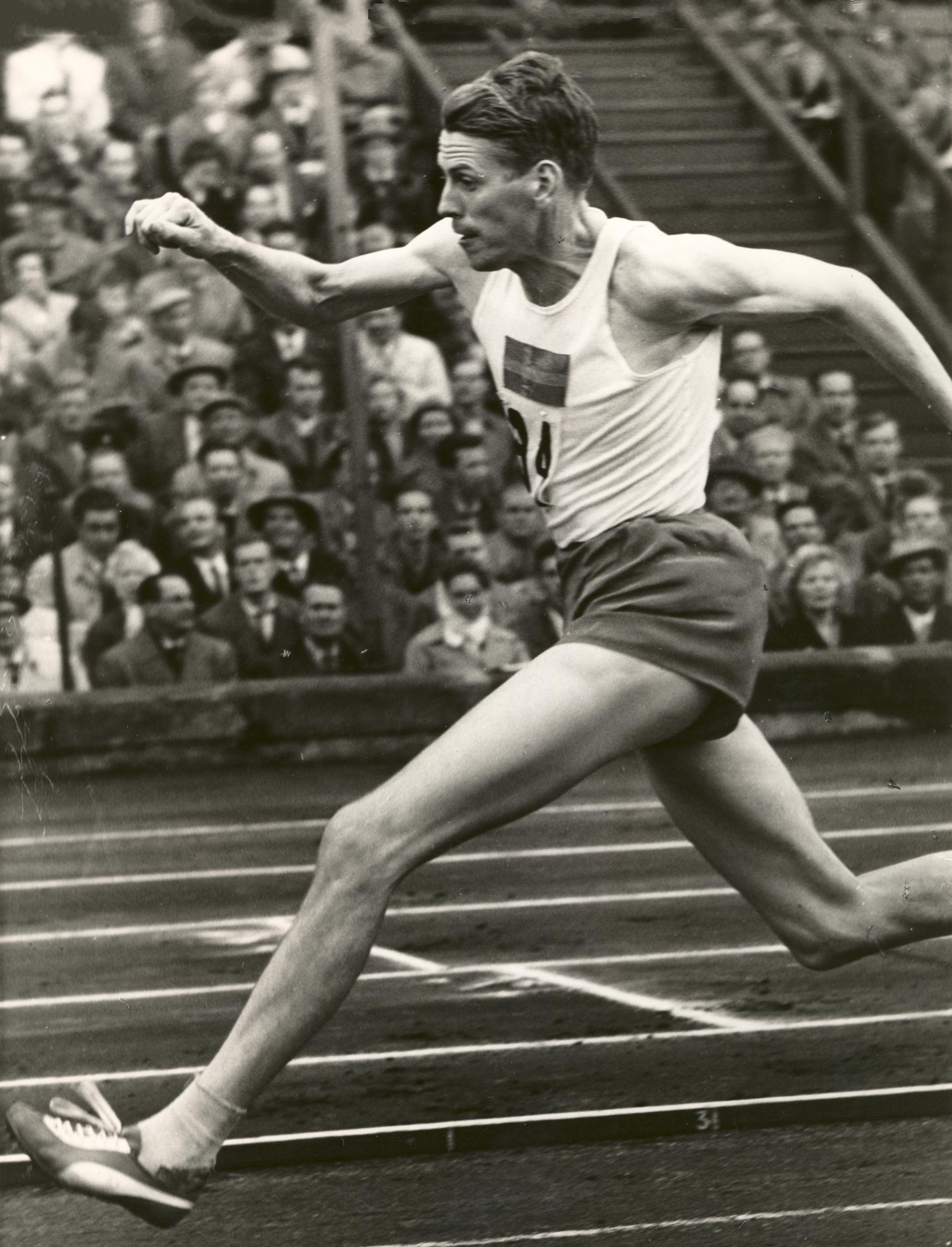
Roger Norman – Vizeeuropameister mit deutlichem Abstand zum Sieger
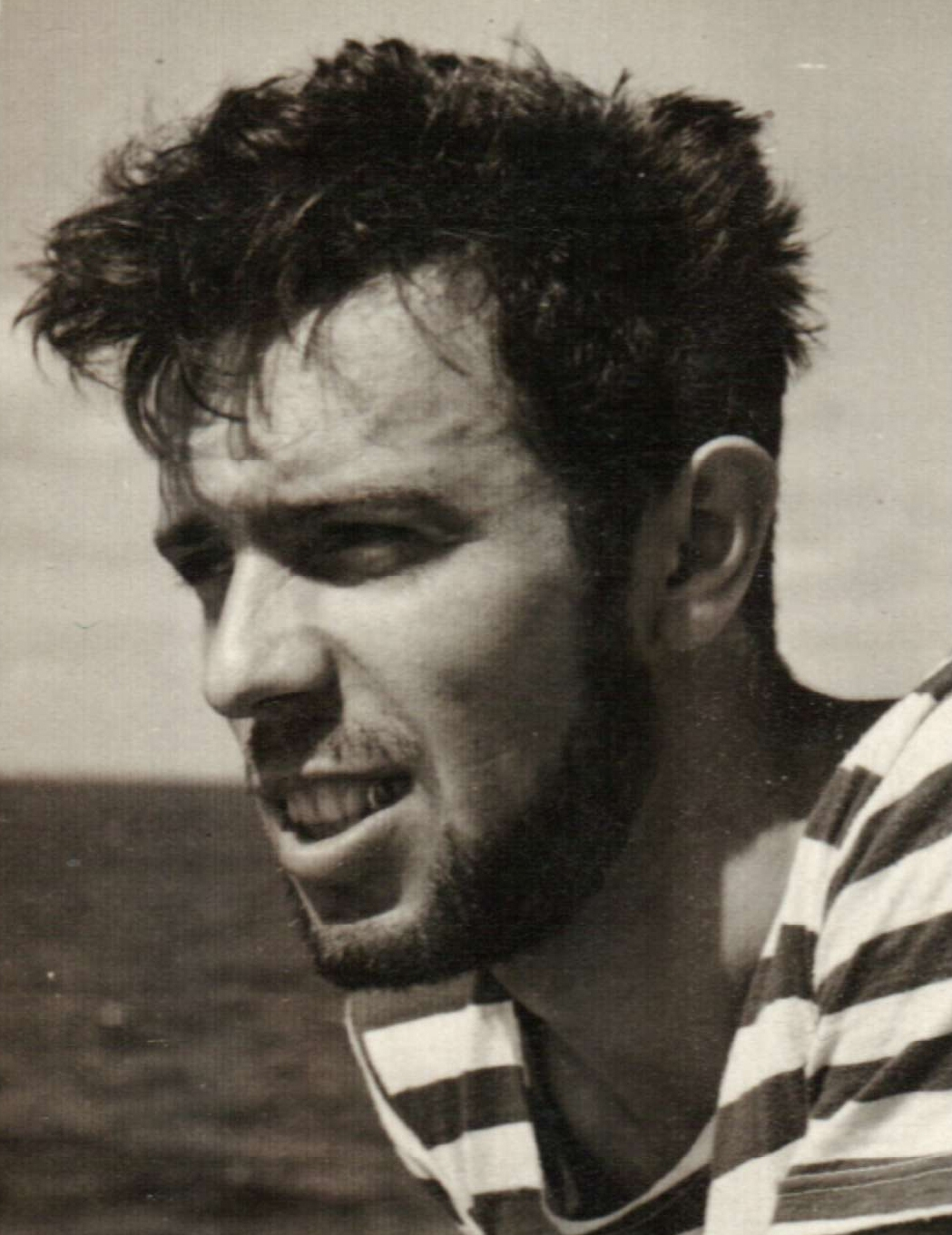
Bronzemedaillengewinner Martin Řehák

26. August 1954
| Platz | Name                  | Nation           | Weite (m) |
| ----- | --------------------- | ---------------- | --------- |
| 1     | Leonid Schtscherbakow | Sowjetunion      | 15,90 CR  |
| 2     | Roger Norman          | Schweden         | 15,17     |
| 3     | Martin Řehák          | Tschechoslowakei | 15,10     |
| 4     | Zygfryd Weinberg      | Polen            | 14,98     |
| 5     | Fritz Portmann        | Schweiz          | 14,82     |
| 6     | Kari Rahkamo          | Finnland         | 14,73     |
| 7     | Jerzy Gizelewski      | Polen            | 14,20     |
| 8     | Theo Strohschnieder   | BR Deutschland   | 14,15     |
| 9     | Rui Ramos             | Portugal         | 13,97     |